# Hany Abu-Assad
 Hany Abu-Assad (en árabe هاني أبو أسعد) (Nazaret, Israel, 11 de octubre de 1961) es un cineasta de nacionalidad neerlandesa e israelí de origen palestino. Se hizo mundialmente conocido en 2005 a causa de su polémica película Paradise Now, acerca de las peripecias de dos jóvenes palestinos que se preparan para inmolarse en un atentado suicida en Israel.

## Biografía
Abu-Assad nació en Nazaret, Israel donde su padre trabajaba como distribuidor de la empresa cementera israelí Nesher. Su vocación cinematográfica surgió tras ver en 1975 la película Alguien voló sobre el nido del cuco. En 1980, su familia le mandó a los Países Bajos para cursar una carrera universitaria, y optó por estudiar ingeniería técnica en Haarlem. Al acabar sus estudios, trabajó en la industria aeronáutica neerlandesa durante varios años. Regresó a Nazaret donde colaboró un tiempo en el negocio de su padre, antes de trasladarse a Tel Aviv para trabajar con Bashir Abu-Manneh y como asistente del director de cine y productor palestino Rashid Masharawi.

## Cineasta
Abu-Assad entró en el mundo del cine como productor. En 1990 creó la Ayloul Film Productions. En 1998 dirigió su primer filme, Het 14de kippetje (El pollito 14), con guion del escritor Arnon Grunberg. Después dirigió Nazareth 2000 (2000) y Al-Quds fī yawm ājar (literalmente, Otro día en Jerusalén) que se presentó en varios festivales internacionales con el título Rana's Wedding (La boda de Rana) (2002). Produjo también una película aparentemente documental, Ford Transit, cuya acción se situaba en los Territorios Palestinos, y que fue censurada en la televisión neerlandesa al saberse que algunos fragmentos eran de ficción. Generó mucho debate acerca de los límites del género documental.
En 2006 su película Paradise Now recibió un Globo de Oro a la mejor película en lengua no inglesa y tuvo una nominación al Óscar de la misma categoría. En los Países Bajos ganó el Becerro de Oro a la mejor película neerlandesa. Ese mismo año se trasladó a los Estados Unidos donde se le contrató para dirigir dos producciones estadounidenses. Allí realizó The courier en 2012 que fue un fracaso porque, en palabras del director, las historias no venían de la vida real, sino que eran construidas.
Retomando temas planteados ya en Paradise Now, escribió entonces el guion de la que sería su siguiente película, Omar (2013), que fue el primer filme prácticamente 100% de temática palestina en alcanzar tanta repercusión internacional. Fue nominada al Oscar a la mejor película en lengua no inglesa, después de que la Academia aceptara por primera vez que en el apartado de país de origen apareciera «Palestina», a diferencia de Paradise Now que había tenido que competir como película de los «Territorios Palestinos». En el Festival de Cannes se presentó en la sección Un certain regard y fue premiada con el premio del Jurado.
Su última película, The Mountain Between Us –una producción estadounidense de alto presupuesto—, se rodó en las Montañas Rocosas canadienses y se estrenó en 2017. Es la adaptación al cine de la novela homónima de Charles Martin.

## Filmografía
- 2002 - Rana's Wedding
- 2005 - Paradise Now
- 2013 - Omar
- 2015 - El ídolo
- 2017 - The Mountain Between Us

## Premios y distinciones
Premios Óscar
| Año  | Categoría                                       | Película     | Resultado |
| ---- | ----------------------------------------------- | ------------ | --------- |
| 2006 | Mejor película extranjera (de habla no inglesa) | Paradise Now | Nominado  |
| 2014 | Mejor película extranjera (de habla no inglesa) | Omar         | Nominado  |

Festival Internacional de Cine de Cannes
| Año  | Categoría                              | Película | Resultado |
| ---- | -------------------------------------- | -------- | --------- |
| 2013 | Premio del Jurado de Un Certain Regard | Omar     | Ganador   |